# Faculdade de Direito da Universidade Federal do Amazonas
A Faculdade de Direito (FD) é uma unidade de ensino, pesquisa e extensão da Universidade Federal do Amazonas (UFAM). Localiza-se no Campus Universitário Senador Arthur Virgílio Filho, Setor Norte, no bairro Coroado, em Manaus, capital do Amazonas. 
Criado em 17 de janeiro de 1909, sob o nome de “Faculdade de Ciências Sociais e Jurídicas”, a Faculdade de Direito (FD/UFAM), conhecida também como "Jaqueira" pela frondosa árvore que crescia em frente a sua sede histórica no Largo dos Remédios, é a unidade acadêmica mais antiga da Universidade Federal do Amazonas (UFAM). Posterior à sua criação criação, foram criadas a Faculdade de Educação (FACED) e Instituto de Ciências Exatas (ICE).
Quando ainda fazia parte da “Escola Universitária Livre de Manaós”, foi reconhecido o curso de graduação em Direito, pela Lei n.º 601/1909, que passou a compor a Faculdade de Ciências Sociais e Jurídicas. Com a extinção da Escola Universitária Livre de Manaós, a Faculdade de Ciências Sociais e Jurídicas foi a única que se manteve, passando a fazer parte da Universidade do Amazonas (UA), criada por força da lei 4069-A de 12 de junho de 1962. 
Em 20 de junho de 2002, com a Lei n.º 10.468, a Universidade do Amazonas (UA) foi renomeada para Universidade Federal do Amazonas (UFAM), e a Faculdade de Ciências Sociais e Jurídicas passou a denominar-se Faculdade de Direito, nomeação que mantém até os dias atuais.

## História
A história da faculdade tem início em 17 de janeiro de 1909, com a criação da Escola Universitária Livre de Manaus. No mesmo ano, em outubro, foi publicada a Lei Estadual nº 601, que reconheceu a validade, no estado do Amazonas, dos títulos conferidos pela Escola Universitária. A sessão magna e a abertura dos cursos da Escola Universitária só ocorreram no dia 15 de março de 1910, na sede da Universidade, localizada na rua Saldanha Marinho, nº 91. O primeiro diretor da Faculdade de Direito foi o Dr.Simplício Rezende e o primeiro vice-diretor o Dr. Pedro Regalado. Em 1913, graças a uma solicitação da Universidade ao governo do estado, foi sancionada a Lei Estadual nº 728, de 29 de setembro, pelo governador Jônatas Pedrosa, que concedeu à instituição o usufruto de um prédio na Avenida Joaquim Nabuco, onde hoje está instalado o Grupo Escolar Nilo Peçanha.Em 1917, a Faculdade de Ciências Jurídicas e Sociais obteve autonomia didática, concedida pela Congregação Geral da Universidade.. 
Em 1918, eventos significativos marcaram a trajetória da faculdade, pois em 18 de janeiro o Ministério da Justiça considerou idônea a Universidade de Manaus e em 20 de abril a diretoria solicitou fiscalização ao mesmo ministério, iniciando a luta pela equiparação da faculdade aos institutos oficiais do mesmo gênero, objetivo alcançado alguns anos depois. Em 1921, a Congregação da Faculdade resolveu se dissociar da Universidade de Manaus, na época sofrendo sérias dificuldades, separando-se formalmente a Faculdade da Universidade.
O pleito para a nomeação de um inspetor federal só foi atendido em 14 de outubro de 1922, com a nomeação do Dr. Benjamin Malcher de Souza para o cargo. Uma das principais preocupações do inspetor federal era a independência material da faculdade, que ainda compartilhava o prédio da Avenida Joaquim Nabuco com a Universidade de Manaus.  Registre-se que a Lei Estadual nº 1.132 de 1922 havia autorizado o Poder Executivo a transferir à Faculdade o domínio e a posse de um prédio em Constantinópolis, onde antes funcionava a Escola de Aprendizes Marinheiros. Entretanto, apesar de ser incorporado ao patrimônio da Faculdade, o prédio em Constantinópolis era de difícil acesso à época, sendo inviável a transferência das instalações para aquele local. Assim, em 9 de junho de 1923, por iniciativa do intendente municipal Edgard de Rezende do Rego Monteiro, foi disponibilizado um prédio da municipalidade na rua São Vicente, nº22. Dessa forma, cumpridas as exigências do inspetor federal, o Conselho Superior de Ensino aprovou, por unanimidade, a equiparação da Faculdade de Direito, permitindo a emissão de diplomas de habilitação para registro e fins previstos nas leis federais. Destaca-se o trabalho desenvolvido pelo diretor Gaspar Vieira Guimarães em prol dessa conquista da Faculdade. 
Em 1926, com a morte do fundador Astrolábio Passos, extingue-se a pioneira Universidade de Manaus, sobrevivendo de forma autônoma as faculdades de Agronomia, de Farmácia e Odontologia e a de Direito (já autônoma desde 1921). Com a extinção da Universidade, pôde a Faculdade a Faculdade de Direito retornar ao prédio da Avenida Joaquim Nabuco em 1927, agora em caráter exclusivo.
Em 1934 ocorreu uma permuta entre a faculdade e o estado do Amazonas, abdicando a faculdade do usufruto do prédio da Avenida Joaquim Nabuco em troca do domínio do prédio na Praça dos Remédios n°147. Entretanto, o edifício precisava de reparos e ampliações, o que fez com novo acordo fosse firmado entre a faculdade e o estado do Amazonas, dessa vez, cedendo a faculdade em favor do estado o prédio de sua propriedade em Constantinópolis em troca da reforma e ampliação do edifício da Praça dos Remédios. Enquanto ocorreu a reforma do edifício, a Faculdade funcionou de forma provisória na Rua Barroso, onde estava instalada a Escola de Comércio Sólon de Lucena.  A inauguração do prédio reformado da Praça dos Remédios ocorreu em 23 de janeiro de 1938, com a presença do Ministro da Viação e Obras Públicas João de Mendonça Lima, o interventor estadual Álvaro Maia, o diretor da faculdade Aristides Rocha, o professor José Alves de Souza Brasil e o inspetor federal Vicente Reis.
Nessa época, a faculdade, que passava por um processo de estadualização, enfrentou dificuldades com a outorga da Constituição de 1937, que proibia a acumulação de cargos remunerados, o que fez com que o corpo docente ficasse desfalcado e reduzido apenas aos professores catedráticos José Alves de Souza Brasil, Rafael Benayon e Aristides Rocha, passando a vigorar o sistema de contrato de professores, o que não produziu resultados satisfatórios. Além disso, o Ministério da Educação passou a exigir que concursos para cátedras fossem realizados em escolas congêneres, oficiais ou reconhecidas, fora de Manaus, sob ameaça de fechamento da faculdade. Diante desse risco, a comunidade acadêmica pleiteou ao presidente Getúlio Vargas, durante sua visita a Manaus em 1940, a realização de concursos locais e a manutenção da instituição. O pleito foi atendido pelo Decreto-Lei nº 2.779, de 1940, garantindo a sobrevivência da faculdade. Nesse mesmo ano, a instituição mudou seu nome de Faculdade de Ciências Jurídicas e Sociais para Faculdade de Direito do Amazonas..
No ano de 1948, durante a gestão do diretor Aristides Rocha, foi novamente discutida a federalização da faculdade, um antigo anseio da comunidade acadêmica. O diretor enviou, então, um memorando à bancada amazonense no Congresso Nacional, solicitando a transformação da faculdade em instituto federal. O senador Severiano Nunes, com a colaboração do senador e ex-diretor da Faculdade Waldemar Pedrosa, apresentou um projeto de lei que foi aprovado pelo Congresso e sancionado pelo presidente Eurico Gaspar Dutra,resultando na federalização da Faculdade de Direito (Lei Federal nº 924, de 21 de novembro de 1949), atendendo, assim, a uma antiga demanda da sociedade amazonense Além disso, o diretor Aristides Rocha realizou um trabalho eficiente no sentido de permitir à instituição retomar suas atividades, já regularizada como instituição de ensino federal, em um curto período. Em 30 de maio de 1950, a maior parte do corpo docente já havia assumido suas funções.
Durante a década de 1950, a Faculdade realizou concursos para o provimento de cátedras, que atraíram a atenção da sociedade amazonense e ficaram conhecidos pela alta qualidade jurídica apresentada. Destaca-se a presença, dentre os examinadores nesses concursos, de figuras jurídicas de destaque de diversas faculdades do Brasil, como o professor Caio Mário da Silva Pereira, no concurso de 1953, professor Hélio Tornaghi, nos concursos de 1955 e 1957, e o professor Bilac Pinto, no concurso de 1957.
Em 1962, com a criação da Universidade Federal do Amazonas (UFAM), a Faculdade de Direito foi incorporada à nova Universidade, sendo a única faculdade originária da antiga Universidade de Manaus a conseguir permanecer em atividade até a fundação da UFAM.

### Docentes notáveis
Alguns notáveis docentes: 
- Simplício Rezende (primeiro diretor da Faculdade de Direito e deputado geral pelo Piauí)
- Gaspar Vieira Guimarães (diretor da Faculdade por 17 anos e um dos principais responsáveis pela sua equiparação em 1923)
- Francisco Xavier de Albuquerque (Procurador-Geral da República e ministro do Supremo Tribunal Federal)
- Enoque da Silva Reis (ministro do Tribunal Federal de Recursos e governador do Amazonas)
- Valdemar Pedrosa (senador pelo Amazonas, diretor da Faculdade, ministro do Tribunal Superior do Trabalho e representante do Brasil na Comissão de Tutela da ONU)
- Aristides Rocha (deputado federal e senador pelo Amazonas onde fez parte da Comissão dos 21 que reformou a Constituição de 1891. Um dos responsáveis pela federalização da Faculdade em 1949)
- Análio de Mello Rezende (catedrático de Direito Civil e diretor da Faculdade, foi o primeiro professor emérito da Faculdade em 1955)
- Aderson Andrade de Menezes (catedrático de Teoria Geral do Estado, diretor da Faculdade, primeiro reitor da UFAM, professor da Universidade de Brasília e autor de renomado livro sobre TGE)
- Luciano Pereira da Silva (deputado federal e consultor-geral da República)
- Antônio Gonçalves Pereira de Sá Peixoto (Docente Livre pela Faculdade Livre de Direito do Rio de Janeiro e senador pelo estado do Amazonas, fez parte da Comissão dos 21 que analisou o esboço do Código Civil de 1916)
- José Bernardino Lindoso (senador e governador do Amazonas)
- Artur César Ferreira Reis (advogado, renomado historiador e governador do Amazonas. Foi professor da Faculdade na década de 30)
- Leopoldo Tavares da Cunha Melo (advogado, senador pelo Amazonas e procurador-geral junto ao Tribunal de Contas da União)
- Augusto César Lopes Gonçalves (advogado e senador pelos estados do Amazonas e de Sergipe)
- Aderson Pereira Dutra (catedrático da Faculdade e reitor da UFAM)
- Lúcio Fonte de Rezende (catedrático de Direito Civil, desembargador e presidente do Tribunal de Justiça do Amazonas)
- Samuel Benchimol (catedrático de Economia Política)
- Manuel Barbuda (advogado, promotor de justiça, deputado federal pelo Amazonas e ex-diretor da faculdade)
- Vivaldo Lima (médico, advogado e deputado federal pelo Amazonas. Professor de Medicina Legal da Faculdade.)
- César do Rego Monteiro (advogado, senador e governador do Amazonas)
- Augusto de Rezende Rocha (professor de Economia Política na década de 30. Foi o consultor jurídico do Itamaraty de 1971 a 1981 )
- Abdul Sayol de Sá Peixoto (professor catedrático de Direito Internacional Privado e deputado estadual. Posteriormente foi Superintendente de Polícia Judiciária da Secretaria de Segurança Pública do Estado da Guanabara)
- Sadoc Pereira (magistrado e professor de Direito Processual. Formou-se na primeira turma da Faculdade em 1914)
- Ariosto de Rezende Rocha (catedrático de Ciência das Finanças e magistrado pioneiro da Justiça Federal no Amazonas após a sua recriação em 1967)
- Francisco Pedro de Araújo Filho (professor de Direito Civil)
- Anísio Jobim (advogado e senador pelo Amazonas)
- Oyama César Ituassú (diretor da faculdade e catedrático de Direito Internacional Público)
- Jauary Guimarães de Souza Marinho (professor catedrático de Processo Civil e reitor da UFAM)
- Paulo Pinto Nery (prefeito de Manaus, deputado federal e governador do Amazonas)

### Egressos notáveis
Alguns notáveis egressos: 
- Francisco Xavier de Albuquerque (Procurador-Geral da República e Ministro do Supremo Tribunal Federal. Formou-se em 1949)
- Enoque da Silva Reis (Ministro do Tribunal Federal de Recursos e Governador do Amazonas. Formou-se em 1941)
- Bernardo Cabral (advogado, Ministro da Justiça, relator da Comissão de Sistematização da Constituição de 1988. Formou-se em 1954)
- Samuel Benchimol (catedrático de Economia Política. Formou-se em 1945)
- Amazonino Mendes (prefeito de Manaus, senador e governador do Amazonas. Formou-se em 1969)
- Aderson Pereira Dutra (catedrático da Faculdade e reitor da UFAM. Formou-se em 1947)
- José Bernardino Lindoso (senador e governador do Amazonas. Formou-se em 1946)
- Aderson Andrade de Menezes (catedrático de Teoria Geral do Estado, diretor da Faculdade, primeiro reitor da UFAM, professor da Universidade de Brasília e autor de renomado livro sobre TGE. Formou-se em 1943)
- Plínio Ramos Coelho (líder trabalhista, deputado e governador do Amazonas. Formou-se em 1947)
- Artur Virgílio Filho (senador pelo Amazonas e líder no Senado do governo João Goulart. Formou-se em 1947)
- Leopoldo Peres (professor e deputado federal. Formou-se em 1922)
- Jefferson Peres (vereador de Manaus e senador pelo Amazonas. Formou-se em 1955)
- Edmundo Fernandes Levi (advogado e senador pelo Amazonas. Formou-se em 1941)
- Francsico Pereira da Silva (advogado, jornalista e deputado federal pelo Amazonas. Formou-se em 1932)
- Arnoldo Carpinteiro Peres (magistrado e presidente do Tribunal de Justiça do Amazonas. Formou-se em 1921)
- Elizabete Azize (vereadora de Manaus, deputada estadual e deputada federal. Formou-se em 1964)
- Caio Fábio de Araújo (advogado, dedicou-se, após sua conversão, a importante trabalho de evangelização no Amazonas. Pai do reverendo Caio Fábio presidente da VINDE)
- Mário Ypiranga Monteiro (advogado, escritor, professor e historiador amazonense. Formou-se em 1946)
- Manuel Barbuda (advogado, promotor de justiça, deputado federal pelo Amazonas e ex-diretor da faculdade. Formou-se em 1930)
- Thales de Menezes Loureiro (advogado e empresário amazonense. Formou-se em 1939)
- Áureo Bringel de Melo (deputado federal pela Guanabara e pelo Amazonas. Senador pelo Amazonas. Formou-se em 1945)
- Almino Monteiro Álvares Afonso (deputado federal por São Paulo e Amazonas e Ministro do Trabalho no governo João Goulart. Cursou apenas um período em 1948, concluindo o curso na Faculdade de Direito de São Paulo)
- Vallisney de Souza Oliveira (juiz federal e professor da Universidade de Brasília. Formou-se em 1988)
- Jauary Guimarães de Souza Marinho (professor catedrático de Processo Civil e reitor da UFAM. Formou-se em 1939)
- Paulo Pinto Nery (prefeito de Manaus, deputado federal e governador do Amazonas. Formou-se em 1939)
- Manuel Severiano Nunes (jornalista, deputado federal e senador pelo Amazonas. Formou-se em 1933)
- Vivaldo Frota (advogado, deputado federal e governador do Amazonas. Formou-se em 1953)
- Oyama César Ituassú (diretor e catedrático de Direito Internacional Público. Formou-se em 1939)

## Diretores da Faculdade de Direito
1. 1910-1915 - Simplício Rezende [18]
2. 1915-1931 -   Gaspar Antônio Vieira Guimarães
3. 1932-1933 - Antônio Gonçalves Pereira de Sá Peixoto
4. 1934-1935 - Valdemar Pedrosa
5. 1936-1937 -   Feliciano de Souza Lima
6. 1938-1942 - Aristides Rocha
7. 1942 -julho-  Goataçara Barbuda Thury
8. 1942-1945 - Manuel Barbuda
9. 1945-1946 -   José Alves de Souza Brasil
10. 1946-1947 -   Luiz da Cunha Costa
11. 1947-1950 - Aristides Rocha
12. 1951-1956 -   Análio de Mello Rezende
13. 1957-1961 -   Aderson Andrade de Menezes
14. 1961-1966 -   Abdul Sayol de Sá Peixoto
15. 1966-1969 -   Oyama César Ituassu da Silva
16. 1969-1979 -   David Alves de Mello
17. 1979-1985 -   Francisco Ferreira Batista
18. 1985-1987 -   José da Silva Seráfico de Assis Carvalho
19. 1987-1991 -   Lourenço dos Santos Pereira Braga
20. 1991-1995 -   João dos Santos Pereira Braga
21. 1995-2004 -   José Russo
22. 2004-2012 -   Clynio de Araújo Brandão
23. 2012-2017 -   Sebastião Marcelice Gomes
24. 2018- -       Carlos Alberto de Moraes Ramos Filho